# Гай Солунски
Гай (на гръцки: Γάϊος) е един от 70-те апостоли от Новия Завет, почитан като светец от Православната и Римокатолическата църква.

## Биография
Гай е македонец от Солун. Става ученик на апостол Павел и го придружава в пътуванията му. В 56 г. заедно с апостол Павел е в Ефес, където едва не пострадва заедно с друг ученик на Павел Аристарх при бунта на езичниците, поклонници на Артемида Ефеска:
| „ | И цял град [Ефес] се разбунтува; и като грабнаха Гаия и Аристарха, македонци, Павлови спътници, единодушно се втурнаха в зрелището. | “ |

Гай е смятан за първия солунски епископ.